# كيرن أودونيل
كيرن أودونيل (بالإنجليزية: Kieran O'Donnell)‏ هو سياسي أيرلندي، ولد في 8 مايو 1963 بليمريك في جمهورية أيرلندا. حزبياً، نشط في فاين جايل. في الانتخابات العمومية الأيرلندية 2007 ‏، انتخب نائب دييل عن دائرة ليمريك الشرقية ‏ وقد انضم خلال فترته النيابية ‏ (14 يونيو 2007 – 1 فبراير 2011)  للكتلة البرلمانية فاين جايل وانتخب عضو مجلس الشيوخ من أيرلندا عن دائرة اللائحة الثقافية والإعلامية ‏ وقد انضم خلال فترته النيابية ‏ (8 يونيو 2016 – )  للكتلة البرلمانية فاين جايل وفي الانتخابات العمومية الأيرلندية 2011 ‏، انتخب نائب دييل عن دائرة Limerick City (Dáil constituency) ‏ وقد انضم خلال فترته النيابية ‏ (9 مارس 2011 – 3 فبراير 2016)  للكتلة البرلمانية فاين جايل.